# Searching for Bobby Fischer
Searching for Bobby Fischer (en el Reino Unido, Innocent Moves, y en español: En busca de Bobby Fischer o Jaque a la inocencia) es una aclamada película de 1993. Una historia basada en los años de infancia de la vida del exjugador de ajedrez y niño prodigio, Joshua Waitzkin, interpretado por Max Pomeranc. Adaptada del libro del mismo título, escrito por el padre de Joshua, Fred Waitzkin. La película fue escrita y dirigida por Steven Zaillian.

## Sinopsis
La familia de Josh Waitzkin descubre que este posee un don para el ajedrez teniendo él tan solo 6 años de edad y buscan la forma de nutrirlo. Para esto contratan al famoso y estricto instructor, Bruce Pandolfini, quien pretende enseñar al niño a ser tan agresivo como el legendario ajedrecista Bobby Fischer. Tomando en cuenta que los sucesos de la película ocurren en tiempos en que Bobby Fischer había desaparecido del ojo público tras haberse coronado campeón del mundo de ajedrez y la gente ansiaba volver a saber de él.
El título de la película, de hecho, es una metáfora sobre el intento de los personajes de adoptar el ideal de Fischer y su determinación para ganar a cualquier precio. El principal conflicto de la película surge cuando Josh se niega a adoptar el misantrópico marco de referencia de Fischer. Josh pretende ganar en sus propios términos con un tipo de deportividad muy alejada del estilo de Fischer que tanto su padre como su entrenador quieren imponerle.

## Reparto
La película cuenta con un reparto de famosos y aclamados actores:
- Max Pomeranc como Joshua Waitzkin.
- Joe Mantegna como Fred Waitzkin, padre de Joshua.
- Joan Allen como Bonnie Waitzkin, madre de Joshua.
- Ben Kingsley como Bruce Pandolfini, el entrenador de Joshua.
- Laurence Fishburne como Vinnie, un jugador de ajedrez callejero que hace amistad con Joshua.
- Laura Linney como Profesora.